# Меркулов Николай Иванович
Николай Иванович Меркулов (род. 13 января 1948, Ужур, Красноярский край) — российский писатель, поэт и педагог. Член Российского союза писателей, состоит в Красноярском региональном отделении этого союза. Руководитель литературного объединения Ужурского района «Ужурские зори» имени Петра Павловича Коваленко. Ведущий детской странички детей Ужурского района на сайте Стихи.ру — «Руководитель». Автор многочисленных прозаических и поэтических произведений, в том числе книг для детей, многократный номинант национальных литературных премий. Дипломант 2014 г. Красноярского краевого конкурса «Сохраним природу родного края». Печатается: в альманахах Стихи.ру — «Сборник стихов 2012», «Поэт года 2013, 2014, 2015,2016, 2017, 2018», «Сборник стихов 2015», «Российский союз писателей 2014, 2015», «Наследие 2016, 2017, 2019, 2020», Литературная премия имени С. Есенина «Русь моя 2016, 2018, 2019, 2020», «Антология русской поэзии 2018, 2019, 2020»..

## Биография и творчество
Николай Меркулов родился 13 января 1948 года. По профессии — учитель; работал в средней школе № 1 города Ужура Красноярского края, имеет высшую квалификационную категорию педагога. Наряду с педагогической деятельностью Меркулов с начала 2000-х годов активно занимается литературным творчеством и развитием литературного движения в родном районе.
Он возглавил районное литературное объединение «Ужурские зори», названное в честь участника Великой Отечественной войны и писателя Петра Павловича Коваленко, которое объединяет писателей и поэтов Ужурского района.
Стал одним из организаторов литературной жизни в регионе. Под его руководством регулярно проводятся детские поэтические фестивали и выпускаются сборники стихов юных авторов региона.
Эта деятельность принесла Меркулову уважение как в педагогических кругах, так и среди литературного сообщества Красноярского края.

## Награды и признание
Николай Иванович Меркулов — лауреат и номинант целого ряда литературных премий и конкурсов. Он неоднократно номинировался на национальную литературную премию «Поэт года» (в 2012—2018 годах) и премию имени Сергея Есенина «Русь моя» (2016—2017). Также его творчество выдвигалось на соискание премии «Наследие» (2016, 2018 годы). В дальнейшем Меркулов продолжал входить в число номинантов этих конкурсов: так, он был номинантом премий «Поэт года» и «Наследие» вплоть до 2020-х годов, а его произведения включались в «Антологию русской поэзии» за 2018, 2020 и 2021 годы.
Творческий вклад Николая Меркулова получил признание со стороны Российского союза писателей (РСП). Президиум РСП в 2019 году наградил Николая Меркулова юбилейной медалью «Владимир Маяковский — 125 лет» за вклад в русскую литературу. Эта общественная награда была учреждена в год 125-летия В. В. Маяковского и вручается наиболее активным номинантам литературных конкурсов. В том же году, в связи с 220-летием А. С. Пушкина, Николай Меркулов был удостоен Пушкинской юбилейной медали (220 лет) — награды, вручаемой авторам, участвовавшим в проекте «Антология русской поэзии».
За значительный вклад в развитие отечественной литературы писатель награждён также памятными медалями в честь классиков: «Антон Чехов — 160 лет» и «Анна Ахматова — 130 лет» (эти юбилейные медали были вручены РСП в 2019—2020 годах). Как активный участник литературных конкурсов, Меркулов получил целый ряд наград, приуроченных к юбилейным датам известных писателей: среди них медаль «Сергей Есенин — 125 лет» и медаль «Иван Бунин — 150 лет», которыми в 2020 году отмечаются номинанты премии «Поэт года».
Российский союз писателей совместно с Канцелярией Её Императорского Высочества Великой Княгини Марии Владимировны (главы Российского Императорского Дома) удостоил Меркулова специального знака отличия «Наследие»: в 2019 году ему была вручена награда «Звезда „Наследие“ III степени», а в 2021 году — «Звезда „Наследие“ II степени». Эти нагрудные знаки выдаются за литературную деятельность в духе традиций русской культуры лауреатам и финалистам одноимённой премии.
В 2020 году, ко Дню Победы, Николай Меркулов награждён юбилейной медалью «Георгиевская лента — 250 лет» — общественной наградой РСП за вклад в развитие русской культуры. В 2022 году за серию патриотических произведений, посвящённых родине, ему вручена медаль имени Сергея Есенина «Русь моя» и медаль «Святая Русь».
Творческие достижения Николая Меркулова отмечены не только наградами от литературных организаций, но и вниманием читателей. В 2023 году Николай Меркулов вошёл в ТОП-100 современных писателей России по версии Национального агентства по печати и СМИ «Русский литературный центр» — его имя было включено в список ста авторов, получивших наибольшую поддержку читателей по итогам опроса этого агентстваlit.center. За активное участие в литературной жизни и создание социально значимых произведений Николай Меркулов награждён Почётной грамотой Русского литературного центра (Москва, 2022 год) — в знак признания заслуг в области культуры и искусства.